# Edward Mapunda
Edward Mapunda (* 30. September 1964 in Mango, Tanganjika) ist ein tansanischer Geistlicher und römisch-katholischer Bischof von Singida.

## Leben
Edward Mapunda empfing am 23. November 1997 durch den Bischof von Singida, Bernard Mabula, das Sakrament der Priesterweihe.
Am 28. April 2015 ernannte ihn Papst Franziskus zum Bischof von Singida. Der Erzbischof von Tabora, Paul Ruzoka, spendete ihm am 5. Juli desselben Jahres die Bischofsweihe; Mitkonsekratoren waren der Bischof von Bukoba, Desiderius Rwoma, und der Bischof von Kondoa, Bernardin Mfumbusa.